# سازمان ۵۰۱ (سی)(۳)
سازمان ۵۰۱(سی)(۳) (انگلیسی: 501(c)(3)، اشاره به مادهٔ قانونی مربوط) نوعی سازمان ناسودبر معاف از مالیات در ایالات متحده آمریکا است. سازمان‌های ۵۰۱ (سی) یکی از ۲۹ نوع سازمان ۵۰۱ (سی) هستند و بر اساس مادهٔ ۵۰۱ (سی)(۳) در قانون درآمد داخلی آمریکا (که همان بند ۲۶ از کد ایالات متحده آمریکا است) تشکیل می‌شوند. این سازمان‌ها همگی از نوع سازمان‌های خیریه هستند.

## انواع
در مادهٔ ۵۰۱ (سی)(۳) قانون درآمد داخلی آمریکا، دو نوع سازمان خیریه تعریف شده‌است:
- سازمان‌های خیریهٔ دولتی: این سازمان‌ها بیشتر بودجه‌شان را یا به طور مستقیم و یا به طور غیرمستقیم از کمک‌های مردمی و/یا از دولت دریافت می‌کنند.
- بنیادهای خصوصی: این بنیادها بیشتر درآمدشان را از سرمایه‌گذاران خصوصی و موقوفه های مالی تأمین می‌کنند.